# Родіонов Петро Володимирович
Петро Володимирович Родіонов (8 вересня 1896, Бесідка - 1993) — фармаколог родом з Київщини. Доктор медичних наук (1944). Лауреат Державної премії УРСР в галузі науки і техніки (1976).
У 1932—1941 і 1945—1955 — професор Київського стоматологічного інституту.
У 1944—1945 — заступник директора науково-дослідного санітарно-хімічного інституту (нині ДУ «Інститут фармакології та токсикології» НАМН України).
У 1945—1951 — директор науково-дослідного санітарно-хімічного інституту.
У 1951—1975 — заступник директора науково-дослідного санітарно-хімічного інституту.
Підготував 7 кандидатів та 2 докторів наук. Праці Родіонова присвячені питанням фармакології та токсикології, зокрема хемотерапії пістряка.

## Основні праці
- Родионов П. В. Как оказать первую помощь при поражении боевыми отравляющими веществами.- М.: Медгиз, 1944.
- Черкес А. И., Родионов П. В. О работе по фармакологическому исследованию препарата микроцид.- Киев, 1949.
- Краткий курс лекций по фосфорорганическим веществам: Пособие для врачей и работников медслужбы МПВО (под ред. проф. П. В. Родіонова).- К.: Госмедиздат УССР, 1959.

| Володимир Вернадський | Це незавершена стаття про українського науковця. Ви можете допомогти проєкту, виправивши або дописавши її. |